# Артоболевский, Сергей Иванович
Серге́й Ива́нович Артоболе́вский (1903—1961) — советский учёный, специалист в области теории машин и автоматов, доктор технических наук, профессор, заведующий кафедрой «Основ конструирования машин» энергомашиностроительного факультета Московского энергетического института.

## Биография
Родился 19 июня 1903 года[по какому календарю?] в Сергиевом Посаде в семье И. А. Артоболевского (1872—1938), который 17 февраля 1938 года был расстрелян на Бутовском полигоне и в 2000 году причислен к Собору новомучеников и исповедников Российских.
Имел младшего брата, Ивана (1905—1977), и двух сестёр.
Сергей Иванович учился в Петровской сельскохозяйственной академии, где ранее служил и преподавал его отец.
Был арестован 31 августа 1922 года; его обвинили в антисоветской деятельности. Был освобождён 12 октября 1933 года постановлением Коллегии ГПУ за недоказанностью обвинения.
С 1933 года читал лекции по прикладной механике на кафедре Основы конструирования машин Московского энергетического института. При разделении кафедры в 1938 году возглавил образовавшуюся кафедру теории механизмов и машин; в 1951 году была образована кафедра теории механизмов и деталей машин во главе с профессором С. И. Артоболевским (до 1958).
С 1939 года проводил работы по теории машин-автоматов. Им была проведена подробная классификация рабочих органов машин по кинематическим признакам, выявлены типовые кинематические схемы. Сергей Иванович на Горьковском автозаводе принимал участие в разработке автоматической линии производства. Занимался изобретательской деятельностью. Под руководством профессора С. И. Артоболевского сотрудники кафедры основ конструирования машин вели работу по развитию теории приводов с большим передаточным числом, машин-автоматов, электроагрегатов, механики машин электровакуумной и кабельной промышленности. В МЭИ читал курс «Теория машин и механизмов». В 1952 году издал учебное пособие «Учебное оборудование по курсу теории механизмов и машин».
Скончался 11 июля 1961 года. Похоронен на Введенском кладбище (10 уч.).

## Научная деятельность
Основные направления исследований:
- применение кулачковых механизмов для выполнения технологических операций,
- структура технологических машин и структурная классификация исполнительных агрегатов,
- классификация рабочих органов по кинематическим признакам,
- типовые кинематические схемы.

Подготовил несколько кандидатов наук.

### Избранные труды
- Монография «Машины-автоматы»
- К вопросу о производительности рабочих (технологических машин), 1950
- Методы определения выпускной способности машин-автоматов, 1952.
- О некоторых основных зависимостях механики прерывных движений и их использовании при расчете машин, 1960.